# Gmina Uppsala
Gmina Uppsala (szw. Uppsala kommun) – gmina w Szwecji, w regionie Uppsala, z siedzibą w Uppsali.
Pod względem zaludnienia Uppsala jest 4. gminą w Szwecji. Zamieszkuje ją 182 076 osób, z czego 51,3% to kobiety (93 404) i 48,7% to mężczyźni (88 672). W gminie zameldowanych jest 10 828 cudzoziemców. Na każdy kilometr kwadratowy przypada 73,89 mieszkańca. Pod względem wielkości gmina zajmuje 36. miejsce.
Na terenie gminy, w miejscowości Krogsta, znajduje się zabytkowy kamień runiczny.

## Miejscowości

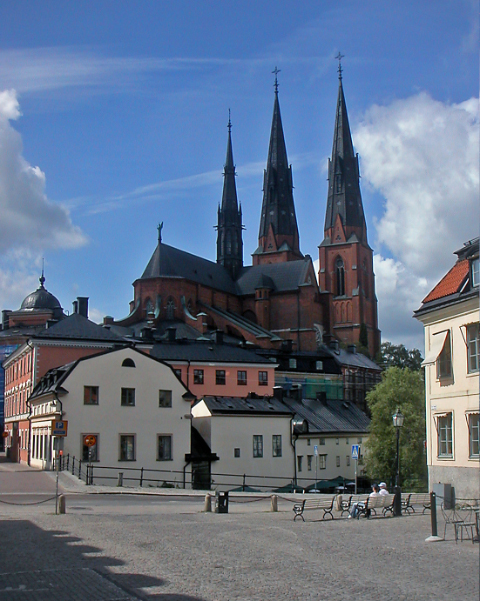
Na zdjęciu, katedra w Uppsali, widziana z drugiej strony rzeki Fyris

Miejscowości (szw. tätort) w gminie Uppsala powyżej 1000 mieszkańców w 2010 według liczby mieszkańców:
- Uppsala (140 454 mieszkańców)
- Sävja (9684 mieszkańców)
- Storvreta (6347 mieszkańców)
- Björklinge (3269 mieszkańców)
- Bälinge (2437 mieszkańców)
- Vattholma (1427 mieszkańców)
- Vänge (1331 mieszkańców)
- Lövstalöt (1046 mieszkańców)

Mniejsze miejscowości (szw. tätort) w kolejności alfabetycznej: Almunge, Blackstalund, Bärby, Gunsta, Gåvsta, Håga, Järlåsa, Knutby, Läby, Länna, Ramstalund, Skyttorp, Skölsta, Vårdsätra, Ytternäs och Vreta.

## Miasta partnerskie
Stan na 27.11.2016.
- Bærum, Norwegia[2]
- Frederiksberg, Dania[2]
- Daejeon, Korea Południowa[2]
- Minneapolis, USA[2]
- Tartu, Estonia[2]
- Hafnarfjörður, Islandia[2]
- Hämeenlinna, Finlandia[2]